# رامون استودیو
رامون استودیو (اسپانیایی: Ramón Astudillo‎) بازیکن فوتبال اسپانیایی‌تبار اهل آرژانتین بود.
وی همچنین در تیم ملی فوتبال آرژانتین بازی کرده‌است.